# Toro Rosso STR11
Toro Rosso STR11 – samochód Formuły 1, skonstruowany przez Toro Rosso na sezon 2016. Kierowcami bolidu zostali: Max Verstappen, oraz Carlos Sainz Jr.

## Rozwój i prezentacja
3 lutego 2016 roku bolid przeszedł testy zderzeniowe. Toro Rosso STR11 został zaprezentowany 22 lutego wraz z rozpoczęciem zimowych testów na torze Circuit de Barcelona-Catalunya. Ze względu na brak czasu i nieukończenie projektu schematu kolorystycznego bolidu, podczas testów użyto niebieskiego przejściowego malowania.

## Wyniki
| Legenda oznaczeń w tabelach wyników Wyświetl szablon na nowej stronie | Legenda oznaczeń w tabelach wyników Wyświetl szablon na nowej stronie                                                                     |
| Oznaczenie                                                            | Wyjaśnienie |
| --------------------------------------------------------------------- | --- |
| Złoty                                                                 | Zwycięzca lub mistrzostwo |
| Srebrny                                                               | 2. miejsce lub wicemistrzostwo |
| Brązowy                                                               | 3. miejsce lub II wicemistrzostwo |
| Zielony                                                               | Ukończył, punktował (w klasyfikacji generalnej, gdy zdobył co najmniej jeden punkt na przestrzeni sezonu, poza trzema powyższymi opcjami) |
| Niebieski                                                             | Ukończył, nie punktował (w klasyfikacji generalnej, gdy nie zdobył co najmniej jednego punktu na przestrzeni sezonu)                      |
| Czerwony                                                              | Nie zakwalifikował się (NZ) |
| Czerwony                                                              | Nie prekwalifikował się (NPK) |
| Różowy                                                                | Nie ukończył (NU) |
| Różowy                                                                | Niesklasyfikowany (NS) (w klasyfikacji generalnej, gdy nie został sklasyfikowany w żadnym wyścigu sezonu)                                 |
| Czarny                                                                | Zdyskwalifikowany (DK) |
| Czarny                                                                | Wykluczony (WYK/EX) |
| Biały                                                                 | Nie wystartował (NW) |
| Biały                                                                 | Kontuzjowany (K/INJ) |
| Biały                                                                 | Wyścig odwołany (OD/C) |
| Bez koloru                                                            | Został wycofany (WYC/WD) |
| Bez koloru                                                            | Nie przybył (NP/DNA) |
| Bez koloru                                                            | Nie brał udziału w treningach (NT/DNP) |
| Bez koloru                                                            | Nie został zgłoszony (–) |
| Pogrubienie                                                           | Start z pole position |
| Kursywa                                                               | Najszybsze okrążenie wyścigu |
| †                                                                     | Nie ukończył, ale jego rezultat został zaliczony ze względu na przejechanie więcej niż 90% dystansu wyścigu.                              |
| *                                                                     | Sezon w trakcie |
| 1/2/3                                                                 | Punktowana pozycja w sprincie kwalifikacyjnym                                                                                             |
| Lista systemów punktacji Formuły 1                                    | |

| Sezon | Zespół              | Silnik           | Kierowcy         | Wyniki w poszczególnych eliminacjach | Wyniki w poszczególnych eliminacjach | Wyniki w poszczególnych eliminacjach | Wyniki w poszczególnych eliminacjach | Wyniki w poszczególnych eliminacjach | Wyniki w poszczególnych eliminacjach | Wyniki w poszczególnych eliminacjach | Wyniki w poszczególnych eliminacjach | Wyniki w poszczególnych eliminacjach | Wyniki w poszczególnych eliminacjach | Wyniki w poszczególnych eliminacjach | Wyniki w poszczególnych eliminacjach | Wyniki w poszczególnych eliminacjach | Wyniki w poszczególnych eliminacjach | Wyniki w poszczególnych eliminacjach | Wyniki w poszczególnych eliminacjach | Wyniki w poszczególnych eliminacjach | Wyniki w poszczególnych eliminacjach | Wyniki w poszczególnych eliminacjach | Wyniki w poszczególnych eliminacjach | Wyniki w poszczególnych eliminacjach | Wyniki kierowców | Wyniki kierowców | Wyniki konstruktora | Wyniki konstruktora |
|       |                     |                  |                  | Australia                            | Bahrajn                              |                                      | Rosja                                | Hiszpania                            | Monako                               | Kanada                               | Unia Europejska                      | Austria                              | Wielka Brytania                      | Węgry                                | Niemcy                               | Belgia                               | Włochy                               | Singapur                             | Malezja                              | Japonia                              | Stany Zjednoczone                    | Meksyk                               | Brazylia                             |                                      | Pkt.             | Msc.             | Pkt.                | Msc.                |
| ----- | ------------------- | ---------------- | ---------------- | ------------------------------------ | ------------------------------------ | ------------------------------------ | ------------------------------------ | ------------------------------------ | ------------------------------------ | ------------------------------------ | ------------------------------------ | ------------------------------------ | ------------------------------------ | ------------------------------------ | ------------------------------------ | ------------------------------------ | ------------------------------------ | ------------------------------------ | ------------------------------------ | ------------------------------------ | ------------------------------------ | ------------------------------------ | ------------------------------------ | ------------------------------------ | ---------------- | ---------------- | ------------------- | ------------------- |
| 2016  | Scuderia Toro Rosso | Scuderia Ferrari | Max Verstappen   | 10                                   | 6                                    | 8                                    | NU                                   |                                      |                                      |                                      |                                      |                                      |                                      |                                      |                                      |                                      |                                      |                                      |                                      |                                      |                                      |                                      |                                      |                                      | 13 (204)         | 5                | 63                  | 7                   |
| 2016  | Scuderia Toro Rosso | Scuderia Ferrari | Carlos Sainz Jr. | 9                                    | NU                                   | 9                                    | 12                                   | 6                                    | 8                                    | 9                                    | NU                                   | 8                                    | 8                                    | 8                                    | 14                                   | NU                                   | 15                                   | 14                                   | 11                                   | 17                                   | 6                                    | 16                                   | 6                                    | NU                                   | 46               | 12               | 63                  | 7                   |
| 2016  | Scuderia Toro Rosso | Scuderia Ferrari | Daniił Kwiat     |                                      |                                      |                                      |                                      | 10                                   | NU                                   | 12                                   | NU                                   | NU                                   | 10                                   | 16                                   | 15                                   | 14                                   | NU                                   | 9                                    | 14                                   | 13                                   | 11                                   | 18                                   | 13                                   | NU                                   | 4 (25)           | 14               | 63                  | 7                   |